# لی این-جانگ
لی این-جانگ (انگلیسی: Lee In-Jong؛ متولد ۲ اوت ۱۹۸۲) یک زن تکواندوکار اهل کره جنوبی است. او سه بار برنده مدال نقره میان‌وزن مسابقات قهرمانی جهان شده‌است.
لی در مسابقات ملی انتخابی کره در مقابل هوانگ کیونگ-سون، که در نهایت در وزن زیر ۶۷ کیلوگرم زنان در پکن مدال طلای المپیک را کسب کرد، شکست خورد و موفق به حضور در بازی‌های المپیک تابستانی ۲۰۰۸ نشد.
به عنوان یک تکواندوکار میان‌وزن (زیر ۷۳ کیلوگرم)، لی در مسابقات آزمایشی ملی کره جنوبی برای بازی‌های المپیک تابستانی ۲۰۱۲ در وزن ۶۷+ کیلوگرم، با شکست نایب قهرمان مسابقات قهرمانی تکواندو جهان ۲۰۱۱، آن سائه-بوم و نایب قهرمان مسابقات قهرمانی تکواندو جهان ۲۰۰۷ پارک های-می جایگاه خود را تثبیت کرد. در المپیک، او در مسابقه مدال برنز، در برابر آناستازیا باریشنیکووا شکست خورد.